# Steatoda carbonaria
Steatoda carbonaria är en spindelart som först beskrevs av Eugène Simon 1907.  Steatoda carbonaria ingår i släktet vaxspindlar, och familjen klotspindlar. En underart finns: S. c. minor.